# NGC 7573
NGC 7573 é uma galáxia espiral barrada (SBc) localizada na direcção da constelação de Aquarius. Possui uma declinação de -22° 09' 14" e uma ascensão recta de 23 horas, 16 minutos e 26,3 segundos.
A galáxia NGC 7573 foi descoberta em 1886 por Frank Müller.